# Bernhard Fischer (Rabbiner)
Bernhard Fischer auch Bernard Fischer (* 12. Januar 1821 in Budikau; † 17. Juni 1906 in Leipzig) war ein böhmischer
Rabbiner und Publizist.

## Leben
Bernhard Fischer, gebürtig aus Budikau, belegte nach der Matura ein Studium an der Universität Prag, das er 1850 mit dem Erwerb des akademischen Grades eines Dr. phil. abschloss. In der Folge amtierte Bernhard Fischer nach Privatlehrertätigkeiten in den Jahren 1854 bis 1863 als Rabbiner in verschiedenen kleinen Gemeinden des Bezirks Eger.
Nach seiner Übersiedlung nach Leipzig im Jahr 1863 – er füllte dort einen Lehrauftrag an der Universität aus – begann er als Schriftsteller und Herausgeber tätig zu werden. So gab Fischer neben seinen schriftstellerischen Werken eine neue Version von Johann Buxtorfs rabbinischen Lexikons Lexicon chaldaicum talmudicum et rabbinicum, erschienen im Verlag Moritz Schäfer 1875, die dritte Ausgabe von Georg Benedikt Winers „Winer's Chaldäische Grammatik für Bibel und Targumim“, erschienen im Verlag Johann Ambrosius Barth 1882 sowie die hebräische illustrierte Monatsschrift Bikkure ha-'Ittim heraus.

## Schriften
- Biblisch-talmudisch-rabbinische Blumenlese, Verlag Moritz Schäfer GmbH & Co, 1878
- Bibel und Talmud in ihrer Bedeutung für Philosophie und Kultur: Text, Uebersetzung und Erklärung auserlesener Stücke. Ausgabe 2. Johann Ambrosius Barth, 1881
- Hebräische Unterrichtsbriefe: nach bewährter Methode für den Selbstunterricht in Alt- und Neuhebräisch. C.A. Koch, 1889.
- Kochbuch der Kalliope, Eine Aesthetik für Kunst und Theater-Freunde. Leipzig 1896.
- Grundzüge der Philosophie und der Theosophie populär und für gebildete Leser leicht fasslich dargestellt. Verlag Moritz Schäfer, 1899.